# Vila Celeste (Ipatinga)
Vila Celeste é um bairro do município brasileiro de Ipatinga, no interior do estado de Minas Gerais. Localiza-se no distrito Barra Alegre, estando situado na Regional V. Segundo o censo demográfico de 2022, realizado pelo Instituto Brasileiro de Geografia e Estatística (IBGE), sua população era de 17 169 habitantes e havia 6 128 domicílios particulares permanentes ocupados. Possui área de 3,2 km² conforme a prefeitura.
De acordo com o IBGE, em 2010 a população era de 17 899 habitantes e havia 5 240 domicílios particulares. No entanto, sua área inclui como extensões algumas localidades e bairros não oficiais, por exemplo Jardim Santa Clara e Tiradentes.

## História e descrição

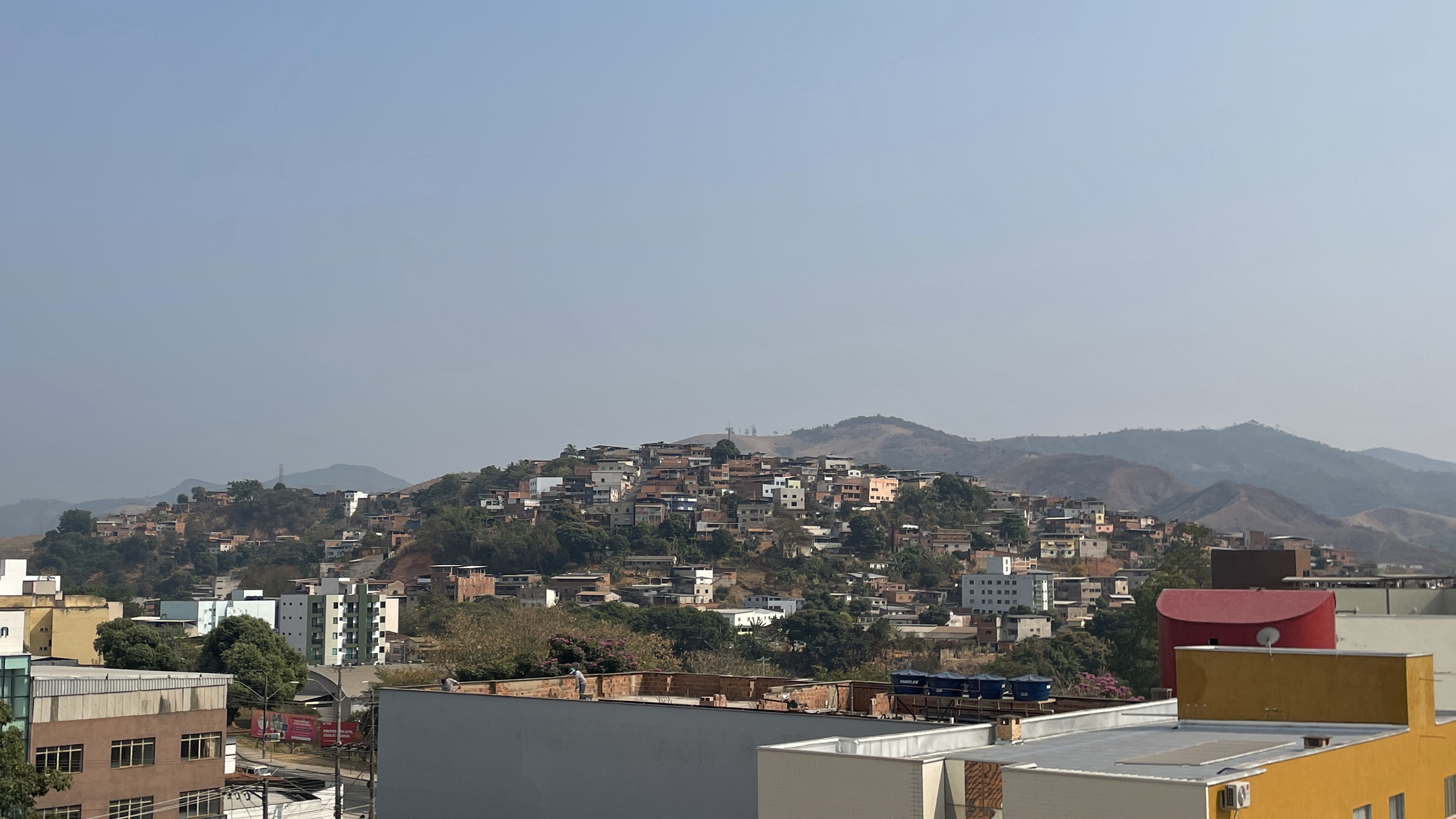
Habitações em morros no bairro Vila Celeste, vistas do Cidade Nobre.

Originou-se das terras do antigo sítio pertencente a Geraldo Gomes, após serem adquiridas pela imobiliária Cifel Ltda. Esta empresa executou o parcelamento da área em 1962, antes mesmo de Ipatinga se emancipar de Coronel Fabriciano, em 1964. O nome recebido pelo bairro reverencia a primeira moradora do local, Celeste.
Por ser um bairro periférico, afastado do Centro e do núcleo industrial da Usiminas, as terras tinham valores menores, então eram mais acessíveis às pessoas de menor capacidade econômica. Dessa forma, foi ocupado predominantemente pela população de baixa renda e se expandiu em direção aos morros, inclusive em áreas de risco de deslizamentos de terra. Também foram povoadas áreas sujeitas a enchentes na margem do ribeirão Ipanema. Além disso, foi uma das primeiras áreas de Ipatinga a serem densamente ocupadas fora da Vila Operária planejada da Usiminas.
Nos limites do bairro foi executado um dos últimos loteamentos dentro da zona urbana de Ipatinga, o Jardim Santa Clara, lançado em 2008. Um dos principais pontos de referência do Vila Celeste é a praça do bairro (praça central), que é utilizada para atividades de lazer, esporte e realização de eventos públicos. O local possui uma quadra poliesportiva e equipamentos de lazer.
Grande parte das ruas do Vila Celeste têm nomes de aves, como Pelicano, Pintassilgo, Cisne, Gavião e Canarinho. Segundo o IBGE, o bairro possui pelo menos duas áreas consideradas como favelas e comunidades urbanas, que são a Tucanuçu (com 2 116 habitantes em 2022) e a Favelinha (372 moradores).